# St.-Vincent-Klasse
Die St-Vincent-Klasse war eine Klasse von drei Schlachtschiffen der britischen Marine, die zwischen 1910 und 1922 in Dienst stand.

## Geschichte
Ende 1906 stellte sich die Frage, ob eine große Anzahl von Schlachtschiffen vom Typ Dreadnought gebaut werden sollte. Während die Regierung behauptete, dass Deutschland nur ein mäßiges Schiffsbau Programm für das Jahr aufwies, konterte die Admiralität mit dem Hinweis auf die potenzielle Gefahr, wenn Deutschland sein Programm erhöhen würde.
Ende 1907 war die Angelegenheit endgültig geklärt, und es wurden ausreichende Mittel für den Bau von drei Großkampfschiffen bereitgestellt. Nach Fertigstellung würde Großbritannien über acht Dreadnought-Schlachtschiffe verfügen, die bei Bedarf zu einem Geschwader zusammengefasst werden könnten. Die Admiralität forderte Vickers und Armstrong-Whitworth auf, Angebote für den Bau von jeweils einem Schiff abzugeben, während das dritte Schiff in der Royal Dockyard in Portsmouth gebaut werden sollte. Die Admiralität akzeptierte das Angebot von Vickers in Höhe von insgesamt 1.890.000 britischen Pfund und wies sie an, ihre Zeichnungen zu erstellen.

## Einheiten
| Name        | Bauwerft                        | Kiellegung        | Stapellauf         | Indienststellung | Verbleib                                                               |
| ----------- | ------------------------------- | ----------------- | ------------------ | ---------------- | ---------------------------------------------------------------------- |
| St Vincent  | Portsmouth Dockyard, Portsmouth | 30. Dezember 1907 | 10. September 1908 | 3. Mai 1910      | Außer Dienst im März 1921 und am 1. Dezember 1921 zum Abbruch verkauft |
| Collingwood | Devonport Dockyard, Plymouth    | 3. Februar 1908   | 7. November 1908   | 19. April 1910   | Am 12. Dezember 1922 zum Abbruch verkauft                              |
| Vanguard    | Vickers, Barrow-in-Furness      | 2. April 1908     | 22. Februar 1909   | 1. März 1910     | Am 9. Juli 1917 nach Explosion gesunken                                |

## Technische Beschreibung
Der Entwurf der St-Vincent-Klasse war von dem der vorherigen Bellerophon-Klasse abgeleitet, mit  etwas größeren Schiffsmaßen sowie stärkerer Panzerung und Bewaffnung. Die Schiffe hatten eine Gesamtlänge von 163,40 m, eine Breite von 25,70 m und einen von Tiefgang von 8,50 m. Die Verdrängung lag zwischen 20.000 t und 23.200 t. Die Besatzung bestand aus 758 Mann plus Offiziere.

### Antrieb
Die Schiffe waren mit zwei Parsonsturbinen mit Direktantrieb ausgestattet, die jeweils zwei Wellen antrieben und insgesamt 24.500 PS (18.300 kW) entwickelten, mit der sie eine Höchstgeschwindigkeit von 21 Knoten (39 km/h) erreichten. Der Dampf wurde von achtzehn Yarrow-Kesseln geliefert. Die Schiffe konnten maximal 2.844 t Kohle oder 955 t Heizöl mitführen, was ihr bei 10 Knoten (19 km/h) eine Reichweite von 6.900 Seemeilen (12.800 km) ermöglichte.

### Bewaffnung
Die Hauptbewaffnung bestand aus zehn 305-mm-Geschützen die auf fünf Doppeltürme verteilt waren, drei entlang der Mittellinie und die restlichen zwei als Flügeltürme. Die Sekundärbewaffnung bestand aus zwanzig 102-mm-Geschützen. Jeweils zwei dieser Geschütze waren auf den Dächern der vorderen und hinteren Mitteltürme sowie der Flügeltürme in nicht abgeschirmten Lafetten installiert, die anderen zehn waren in den Aufbauten untergebracht. Außerdem war das Schiff mit drei 455-mm-Torpedorohren ausgestattet eines auf jeder Breitseite und das dritte im Heck.

### Feuerleitsystem
Die Leitstände für die Hauptbewaffnung befanden sich auf den Marsen an den beiden Masten. Die Daten eines 3 m Barr and Stroud Koinzidenzentfernungsmesser, der sich an den Steuerständen befand, wurde zusammen mit der Geschwindigkeit und dem Kurs des Ziels in einen mechanischen Dumaresq-Computer eingegeben und an die Vickers-Entfernungsuhren in der Sendestation unter jedem Steuerstand auf dem Hauptdeck übertragen. Windgeschwindigkeit und -richtung wurden entweder über ein Sprachrohr oder ein schallbetriebenes Telefon an die Sendestation übermittelt. Die Entfernungsuhr fasste alle Daten zusammen und wandelte sie in Höhen- und Vorhaltedaten für die Kanoniere um. Die Daten des Ziels wurden auch grafisch aufgezeichnet, um den Geschützoffizier bei der Vorhersage der Bewegung des Ziels zu unterstützen. Die Geschütztürme, Sendestationen und Steuerstände konnten in jeder beliebigen Art und Weise miteinander verbunden werden. Als Backup konnten zwei Geschütztürme pro Schiff die Steuerung übernehmen.

### Panzerung
Die Schiffe verfügten über einen Wasserliniengürtel aus Krupp-Zementstahl, der zwischen den vorderen und hinteren Barbetten 254 mm dick war und sich vor den Schiffsenden auf 51 mm verjüngte. Darüber befand sich ein Plankengang von 203 mm Dicke. Die Barbetten wurden von 127 bis 203 mm dicken Querschotten geschützt. Die drei mittleren Barbetten waren durch eine 229 mm starke Panzerung oberhalb des  127 mm unterhalb des Hauptdecks geschützt. Die Barbetten der Flügeltürme waren ähnlich gepanzert, hatten aber an den Außenseiten eine Panzerung von 254 mm. Die Geschütztürme hatten 279 mm starke Seiten mit 76 mm dicken Dächern. Die drei gepanzerten Decks variierten in ihrer Stärke zwischen 19 und 76 mm. Die Seiten des vorderen Kommandoturms wurden durch 279 mm-Platten geschützt, während die Rückseite und das Dach 203 bzw. 76 mm dick waren.